# بی‌سی‌آر
بی‌سی‌آر (انگلیسی: Banca Comercială Română) شرکت خدمات مالی و بانکداری رومانیایی است، که در سال ۱۹۹۰ تأسیس شد.